# Бенедихт Магнуссон
Бенедикт «Бенни» Магнуссон (исл. Benedikt «Benni» Magnússon; род. 4 июня 1983) — исландский стронгмен и пауэрлифтер.
Рекордсмен мира в  становой тяге 460,4 кг (2011 год) без экипировки (категория свыше 140 кг).